# Ride the times
Ride the times is een studioalbum van Iain Matthews en Ad Vanderveen, uit gebracht onder The Iain Ad venture. Het album is opgenomen met twee zangstemmen en 2 (meestal akoestische) gitaren. De heren hadden elkaar al eerder ontmoet in een project dat leidde tot de albums The Iain Ad venture uit 2000,  More than song en Witness uit 2003, toen nog met Eliza Gilkyzon. Het album is opgenomen in de Songsense Studio in Bussum, Nederland. Matthews en Vanderveen verzorgden daarna een aantal concerten.

## Musici
- Iain Matthews – zang, gitaar, percussie
- Ad Vanderveen – zang, gitaar, basgitaar, percussie
- Kersten de Ligny – achtergrondzang op Carry me back

## Muziek
| Nr. | Titel                                           | Duur |
| --- | ----------------------------------------------- | ---- |
| 1.  | Mohammed’s radio (Warren Zevon)                 | 3:07 |
| 2.  | Action (Matthews)                               | 3:09 |
| 3.  | Time so green (Vanderveen)                      | 3:36 |
| 4.  | Things (Bobby Darin)                            | 4:15 |
| 5.  | Ride the times (Vanderveen)                     | 3:00 |
| 6.  | Sorrow (Matthews)                               | 5:03 |
| 7.  | Mr. Soul (Neil Young)                           | 3:39 |
| 8.  | Unravel (Lynn Niles)                            | 4:27 |
| 9.  | Love is a secret (Vanderveen)                   | 2:51 |
| 10. | Him who saved me (Chip Taylor)                  | 4:21 |
| 11. | The moment that matters (Vanderveen)            | 5:13 |
| 12. | Heart of saturday night (Tom Waits)             | 4:15 |
| 13. | Blossom (Matthews, Peter Droge, Rasmus Hedeboe) | 3:48 |
| 14. | Carry me back (Vanderveen)                      | 3:51 |